# Die Senatorin für Arbeit, Soziales, Jugend und Integration
Die Senatorin für Arbeit, Soziales, Jugend und Integration der Freien Hansestadt Bremen ist als Sozialsenator für den Bereich Soziales als Oberste Landesbehörde zuständig und stellt damit das Sozialministerium des Landes Bremen dar. Sozialsenatorin im Senat der Freien Hansestadt Bremen ist seit 2023 Claudia Schilling (SPD). Staatsrätin ist Kirsten Kreuzer (SPD).

## Geschichte
Im ersten Senat nach dem Zweiten Weltkrieg wurde der Geschäftsbereich größtenteils vom Senator für Wohlfahrtswesen abgedeckt. Seit 1971 wird in den Bezeichnungen der Senatoren statt „Wohlfahrt“ der Begriff „Soziales“ genutzt.
Von 1991 bis 2011 war das Ressort weiterhin für den Bereich Gesundheit und von 1995 bis 2019 für den Bereich Frauen zuständig.

## Organisation
Die Dienststelle ist neben dem Leitungsbereich in folgende Abteilungen gegliedert:
- Stabsstelle der Senatorin:
  - Stabsstelle 01: Senatorinnen-Büro & Pressestelle
- Stabsstellen der Staatsrätin für Soziales, Jugend und Integration:
  - Stabsstelle 02: Innen- und Außenrevision, Antikorruptionsbeauftragter
  - Stabsstelle 03: Integrationspolitik, Migrations- und Integrationsbeauftragte
- Stabsstelle der Staatsrätin für Arbeit:
  - Stabsstelle SV-A/1: Projektbüro & Ausbildungsunterstützungsfonds
- Abteilung 1: Zentrale Dienste, Gender Mainstreaming
- Abteilung 2: Junge Menschen und Familie
- Abteilung 3: Soziales
- Abteilung 4: Arbeit, Weiterbildung und Transformation

## Ämter und Gesellschaften
Folgende Dienststellen und Eigenbetriebe sind dem Senator für Kinder und Bildung zugeordnet:
- Amt für Soziale Dienste Bremen (AfSD)
- Amt für Versorgung und Integration Bremen (AVIB)
- Werkstatt Bremen (WfB)
- Ausbildungsgesellschaft Bremen mbH (ABiG)

## Liste der Sozialsenatoren
| Name                                                              | Amtsantritt                                                         | Senat                                     | Partei                      |
| Senator für Wohlfahrtswesen                                       | Senator für Wohlfahrtswesen                                         | Senator für Wohlfahrtswesen               | Senator für Wohlfahrtswesen |
| ----------------------------------------------------------------- | ------------------------------------------------------------------- | ----------------------------------------- | --------------------------- |
| Wilhelm Kaisen                                                    | 6. Juni 1945                                                        | Vagts                                     | SPD                         |
| Adolf Ehlers                                                      | 1. August 1945                                                      | Kaisen I                                  | KPD SPD                     |
| Senator für Gesundheit und Wohlfahrt                              |                                                                     |                                           |                             |
| Adolf Ehlers                                                      | 28. November 1946                                                   | Kaisen II                                 | KPD SPD                     |
| Senator für Arbeit, Sozialordnung und Wohnungswesen               |                                                                     |                                           |                             |
| Willy Ewert                                                       | 22. Januar 1948                                                     | Kaisen III                                | SPD                         |
| Senator für Arbeit und Wohlfahrt                                  |                                                                     |                                           |                             |
| Gerhard van Heukelum                                              | 18. Mai 1948                                                        | Kaisen III                                | SPD                         |
| Senator für Wohlfahrt und Gesundheit                              |                                                                     |                                           |                             |
| Johannes Degener                                                  | 29. November 1951 28. Dezember 1955                                 | Kaisen IV Kaisen V                        | CDU                         |
| Karl Krammig                                                      | 8. Oktober 1958                                                     | Kaisen V                                  | CDU                         |
| Senator für Wohlfahrt und Jugend                                  |                                                                     |                                           |                             |
| Annemarie Mevissen                                                | 21. Dezember 1959 26. November 1963 20. Juli 1965 28. November 1967 | Kaisen VI Kaisen VII Dehnkamp Koschnick I | SPD                         |
| Senator für Soziales, Jugend und Sport                            |                                                                     |                                           |                             |
| Annemarie Mevissen                                                | 15. Dezember 1971                                                   | Koschnick II                              | SPD                         |
| Walter Franke                                                     | 5. März 1975                                                        | Koschnick II                              | SPD                         |
| Senator für Arbeit, Soziales, Jugend und Sport                    |                                                                     |                                           |                             |
| Walter Franke                                                     | 3. November 1975                                                    | Koschnick III                             | SPD                         |
| Senator für Soziales, Jugend und Sport                            |                                                                     |                                           |                             |
| Henning Scherf                                                    | 7. November 1979                                                    | Koschnick IV                              | SPD                         |
| Senator für Jugend und Soziales                                   |                                                                     |                                           |                             |
| Henning Scherf                                                    | 10. November 1983 18. September 1985 15. Oktober 1987               | Koschnick V Wedemeier I Wedemeier II      | SPD                         |
| Sabine Uhl                                                        | 6. Februar 1990                                                     | Wedemeier II                              | SPD                         |
| Senator für Gesundheit, Jugend und Soziales                       |                                                                     |                                           |                             |
| Sabine Uhl                                                        | 11. Dezember 1991                                                   | Wedemeier III                             | SPD                         |
| Irmgard Gaertner                                                  | 25. März 1992                                                       | Wedemeier III                             | SPD                         |
| Sabine Uhl (kommissarisch)                                        | 28. Februar 1994                                                    | Wedemeier III                             | SPD                         |
| Irmgard Gaertner                                                  | 16. März 1994                                                       | Wedemeier III                             | SPD                         |
| Senator für Frauen, Gesundheit, Jugend, Soziales und Umweltschutz |                                                                     |                                           |                             |
| Christine Wischer                                                 | 4. Juli 1995                                                        | Scherf I                                  | SPD                         |
| Senator für Arbeit, Frauen, Gesundheit, Jugend und Soziales       |                                                                     |                                           |                             |
| Hilde Adolf                                                       | 7. Juli 1999                                                        | Scherf II                                 | SPD                         |
| Christine Wischer (kommissarisch)                                 | 16. Januar 2002                                                     | Scherf II                                 | SPD                         |
| Karin Röpke                                                       | 20. März 2002 4. Juli 2003 8. November 2005                         | Scherf II Scherf III Böhrnsen I           | SPD                         |
| Willi Lemke (kommissarisch)                                       | 12. Oktober 2006                                                    | Böhrnsen I                                | SPD                         |
| Ingelore Rosenkötter                                              | 2. November 2006 29. Juni 2007                                      | Böhrnsen I Böhrnsen II                    | SPD                         |
| Senator für Soziales, Kinder, Jugend und Frauen                   |                                                                     |                                           |                             |
| Anja Stahmann                                                     | 30. Juni 2011                                                       | Böhrnsen III                              | Grüne                       |
| Senator für Soziales, Jugend, Frauen, Integration und Sport       |                                                                     |                                           |                             |
| Anja Stahmann                                                     | 15. Juli 2015                                                       | Sieling                                   | Grüne                       |
| Senator für Soziales, Jugend, Integration und Sport               |                                                                     |                                           |                             |
| Anja Stahmann                                                     | 15. August 2019                                                     | Bovenschulte I                            | Grüne                       |
| Senator für Arbeit, Soziales, Jugend und Integration              |                                                                     |                                           |                             |
| Claudia Schilling                                                 | 5. Juli 2023                                                        | Bovenschulte II                           | SPD                         |